# Ngựa Uzunyayla
Nguồn gốc của giống Ngựa Uzunyayla có nguồn gốc từ năm 1854 ở Thổ Nhĩ Kỳ. Tổ tiên của giống ngựa này đến từ vùng Kavkaz và người ta tin rằng chúng thuộc giống ngựa Kabarda. Chúng được lai tạo thuần túy ở Thổ Nhĩ Kỳ cho đến năm 1930, khi dòng máu của các dóng ngựa khác như ngựa Anadolu và ngựa Nonius được bổ sung vào giống.
Uzunyayla có một cái đầu lớn và lõm; Đôi mắt nhỏ; cổ có chiều dài trung bình; chân khỏe với các khớp tốt; các cổ chân dốc và rất khỏe; bàn chân có hình dạng tốt và sừng cứng. Giống ngựa Uzunyayla thường có màu sắc là màu hồng ngựa. Lông trên chân thô và đuôi phát triển rất dài. Ngựa giống này có chiều cao nằm trong khoảng 14,1 và 15,1 hand (57 và 61 inch, cao 145 và 155 cm).
Giống này rất phù hợp để kéo xe đường dài. Ngựa Uzunyayla phi nước đại tốt nhưng không thể đi bộ rahvan như một số giống ngựa Thổ Nhĩ Kỳ khác. Tốc độ đi bộ bình thường không nhanh như giống ngựa Anadolu. Chúng được sử dụng với vai trò là một giống ngựa vận chuyển, một giống ngựa kéo hạng nhẹ và là một giống ngựa cưỡi nói chung.
Không có hiệp hội hoặc sách về giống ngựa cho giống ngựa Uzunyayla, nhưng các nhà lai tạo hy vọng rằng các việc trên sẽ được hình thành trong tương lai gần. Hiện tại chỉ có khoảng 2.000 cá thể ngựa thuộc giống ngựa này.